# Mariam Diassana
Mariam Diassana, née à Tominian, est une femme politique malienne.

## Biographie
Mariam Diassana est élue députée à l'Assemblée nationale aux élections législatives maliennes de 2007 sous les couleurs du Mouvement patriotique pour le renouveau (MPR), pour un mandat de 6 ans. Elle n'est pas réélue aux élections législatives maliennes de 2013, perdant au second tour sous la liste URD-MPR.
Elle est par la suite candidate à l'élection législative partielle de 2017 à Tominian pour le parti Union pour la démocratie et le développement (UDD).
Elle remporte les élections législatives maliennes de 2020 dans le cercle de Tominian. L'Assemblée nationale est dissoute le 19 août 2020 après un coup d'État.